# Blazing Six Shooters
Blazing Six Shooters is een Amerikaanse western uit 1940 onder regie van Joseph H. Lewis.

## Verhaal
Bert Karsin en Lash Bender hebben hun oog laten vallen op de boerderijen van Janet Kenyon en Mark Rawlins, omdat ze er op een zilverader zijn gestoten. Als ze Rawlins beroven en zich van Kenyon ontdoen, begint Jeff Douglas hen te verdenken. Hij bedenkt een hinderlaag om de bandieten te vangen, maar Lash krijgt argwaan en kan ontkomen.

## Rolverdeling
| Acteur           | Personage    |
| ---------------- | ------------ |
| Charles Starrett | Jeff Douglas |
| Iris Meredith    | Janet Kenyon |
| Dick Curtis      | Lash Bender  |
| Al Bridge        | Bert Karsin  |
| George Cleveland | Mark Rawlins |
| Henry Hall       | Dan Kenyon   |
| Bob Nolan        | Bob          |
| Stanley Brown    | Cassidy      |
| John Tyrrell     | Wilde        |
| Eddie Laughton   | Handlanger   |
| Francis Walker   | Handlanger   |
| Edmund Cobb      | Sheriff      |
| Bruce Bennett    | Geoloog      |